# Generali Concorde
Generali Concorde est un voilier monocoque course au large mis à l'eau en avril 1989, conçu par Jean-Marie Finot et construit par Le Guen-Hémidy pour concourir en classe IMOCA. Il va terminer deux fois 6e des Vendée Globe en 1990 et 1993

## Historique
Pour sa première compétition il termine 6e du premier Vendée Globe skippé par Alain Gautier en 132 j 13 h 01 min 48 s (soit 23 j 5h après le vainqueur Titouan Lamazou).
En 1992, pour sa dernière course, Alain Gautier mène le monocoque à la victoire entre La Baule et Dakar en devançant de plus d'une journée les multicoques. À l’issue de la course le bateau est mis en vente pour 2 700 000 F. Il est racheté par José de Ugarte qui le renomme Euzkadi Europa 93 qui va terminer 6e du Vendée Globe.

## Palmarès
- 1989-1990
  - 6e du Vendée Globe barré par Alain Gautier

- 1990-1991
  - 2e du BOC Challenge barré par Alain Gautier

- 1991
  - 1er de La Baule-Dakar sous le nom Bagages Superior barré par Alain Gautier

- 1992
  - 7e monocoque de la Transat anglaise barré par José de Ugarte

- 1992-1993
  - 6e du Vendée Globe barré par José de Ugarte